# 슬루프형 포함

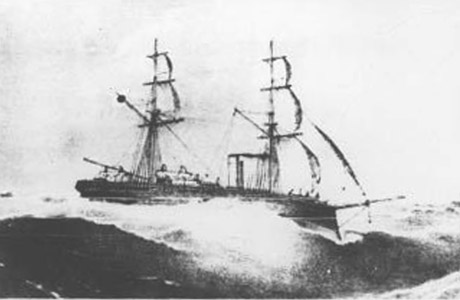
1868년 영국에서 건조된 250톤급 슬루프함 운요호

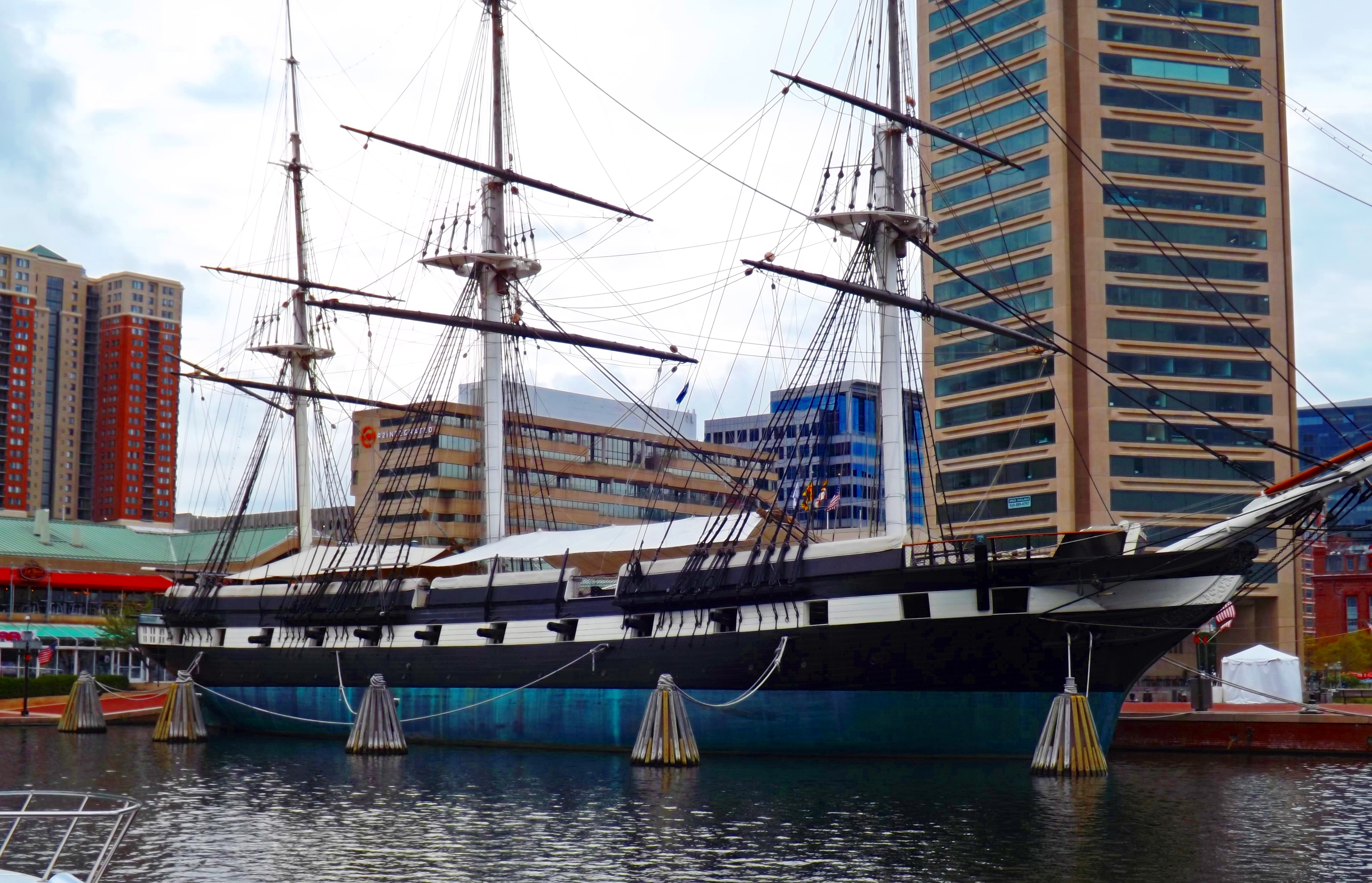
1854년 건조된 1400톤급 슬루프함 USS 컨스텔레이션

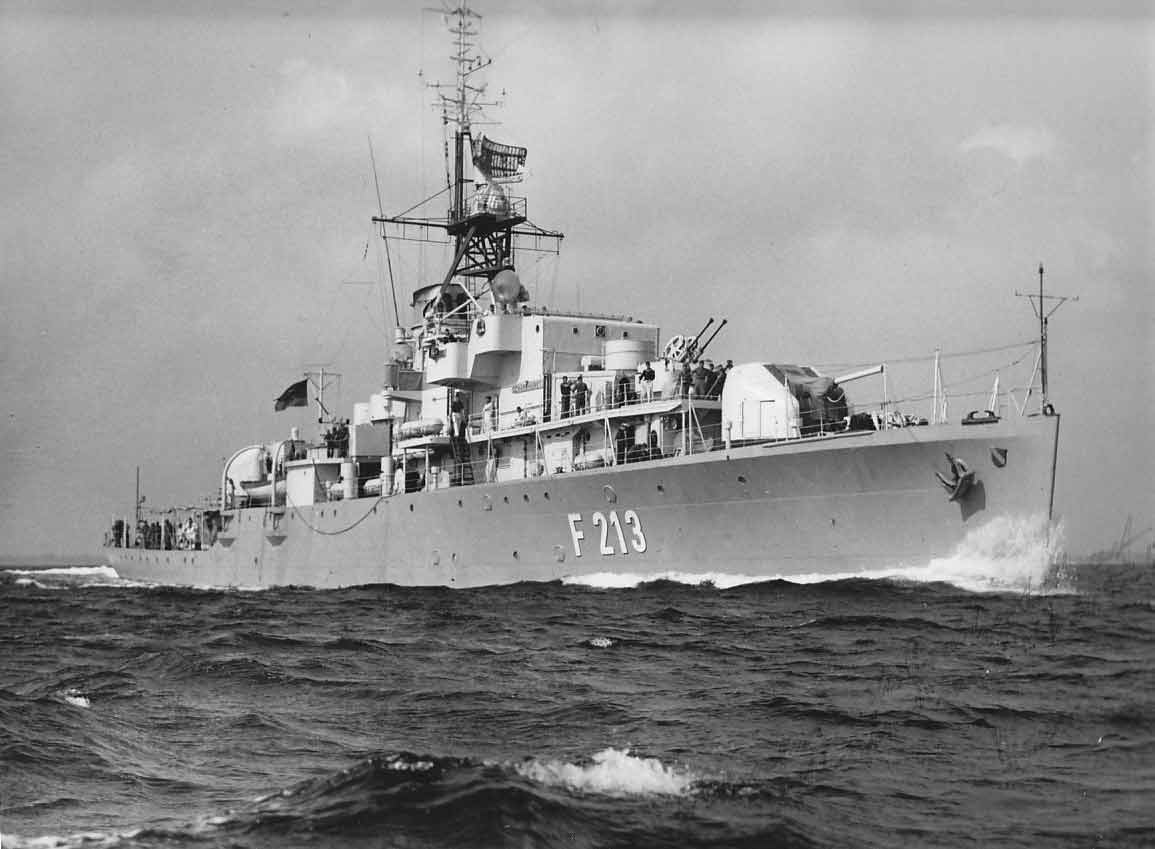
제2차대전 당시 1250톤급 블랙스완급 슬루프함

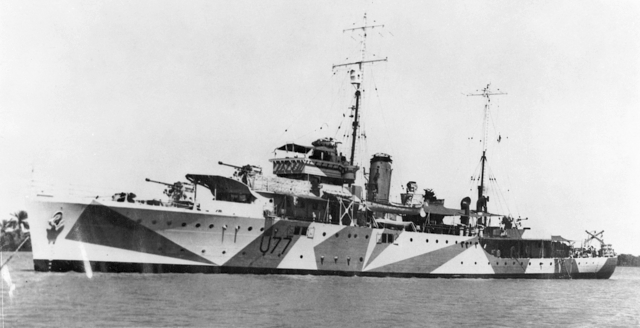
제2차대전 당시 호주 해군의 1천톤급 슬루프함 HMAS 야라

슬루프형 포함(Sloop-of-war)은 포함(gunboat)의 종류이며, 주로 슬루프(Sloop)라는 배에 함포를 탑재한 형태로, 설계하여 제작된 근대의 소형 군함이다. 근대 해군에서 프리깃 보다 작은 군함을 슬루프함이라고 불렀다.

## 역사

### 근대
근대의 군함은 함포를 위해 갑판을 따로 마련했다. 조선시대에는 노를 젓는 갑판 위에 함포가 좌우로 줄서서 배치된 갑판, 그리고 맨 위에 갑판이 존재했고, 근대에는 석탄을 연료로 하는 증기기관 엔진으로 노를 젓는 갑판이 대체되었지만, 구조가 비슷했다. 그러나 슬루프함은 그냥 맨 위 갑판에 간단히 함포 하나나 둘을 배치한 형태이다. 즉, 따로 좌우 함포를 대량으로 설치한 갑판이 없다.
그러나, 함포를 위한 갑판이 있는 포함의 경우에도, 소형 포함일 경우 슬루프함으로 분류하기도 했다.

### 현대
제2차대전 당시에는 상선 호위를 위해 건조된 1천톤급의 호위함(프리깃)을 슬루프(sloop)라고 불렀다.
천안함 격침 사건으로 유명한 천안함은 1천톤급인데, 슬루프라고 하지 않고 초계함(코르벳)이라고 분류한다.

## 운요호 사건
흥선 대원군 당시 조선이 강제로 일본에 부산항, 인천항, 원산항을 개항하게 된 사건이다. 운요호는 영국에서 제작한 배수량 250톤의 목선으로, 슬루프형 포함이었다. 요즘으로 치면 천톤급 천안함 한 척이 강화도 영해에 침범하여 해양측량조사를 무단으로 실시한 것이다.

## 같이 보기
- 통보함